# Scutul supralabial

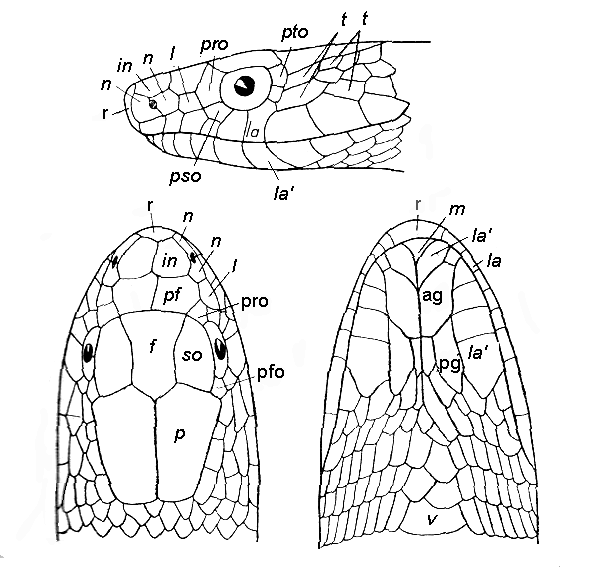
Terminologia scuturilor capului la șarpele Coluber ventromaculatus (după Malcolm A. Smith, 1943). Sus – aspect lateral, jos, în stânga – aspect dorsal, jos, în dreapta - aspect ventral
ag – Inframaxilar anterior,
f – Frontal,
in – Internazal,
l – Loreal,
la – Supralabial,
la' – Sublabial,
m – Mental,
n – Nazal,
p – Parietal,
pf – Prefrontal,
pg – Inframaxilar posterior,
pro – Preocular,
pso – Subocular,
pto – Postocular,
r – Rostral,
so – Supraocular,
t – Temporal,
v – Primul ventral

Scuturile supralabiale sau supralabialele (Scuta supralabialia), numite și scuturi labiale superioare sau labialele superioare sunt solzii șerpilor situați simetric pe laturile capului și care mărginesc deasupra buzele superioare. Supralabialele variază, în număr și mărime, după specii, și chiar în interiorul aceleiași specii; de obicei sunt în număr mai mic de 10. Ele sunt  situate între scutul rostral și comisura buzelor (comisura labială). Unele dintre ele pot să fie în contact direct cu partea inferioară a ochiului sau să fie separate de acesta de către scuturile suboculare. Anterior, scuturile supralabiale sunt în contact cu scutul rostral, superior cu scuturile nazale, scutul loreal (dacă există), scutul preocular, partea inferioară a ochiului sau cu scutul subocular (dacă există), scutul postocular și scuturile temporale, inferior ele mărginesc buza superioară, posterior de ele se află comisura labială. Când scuturile temporalele lipsesc, supralabialele posterioare, mai dezvoltate, pot să atingă scuturile parietale.
Supralabialele se numără dinainte înapoi de la scutul rostral până la comisura buzelor și se notează numărul total de supralabiale de pe fiecare parte a capului (de pe partea dreaptă și stângă). Când supralabialele ating ochiul, se notează între paranteze numărul lor de ordine după numărul total de supralabiale. Formula 8 (5-6) arată că există 8 supralabiale, din care a cincea și a șasea mărginesc ochiul. Formula 9 (8) (4-5 sau 3-4-5) arată că sunt 9 supralabiale, rareori 8, din care a 4-a și a 5-a sau a 3-a, a 4-a și a 5-a ating direct ochiul.